# Iwan Thomas
Iwan Thomas (Reino Unido, 5 de enero de 1974) es un exatleta británico, especializado en la prueba de 4x400 m, en la que llegó a ser campeón mundial en 1997.

## Carrera deportiva
En los Juegos Olímpicos de Atlanta 1996 ganó con el Reino Unido la medalla de plata en los relevos 4x400 metros, tras Estados Unidos y por delante de Jamaica.
Al año siguiente, en el Mundial de Atenas 1997, ganó la medalla de oro en la misma prueba, formando equipo con Roger Black, Jamie Baulch y Mark Richardson, con un tiempo de 2:56.65, por delante de Jamaica y Polonia.